# GSC4778-122
GSC4778-122 — хімічно пекулярна зоря спектрального класу A6, що має видиму зоряну величину в смузі V приблизно  9,9.